# Église Notre-Dame de Relanges
Pour les articles homonymes, voir Église Notre-Dame et Notre-Dame.
L'église paroissiale (ancienne priorale) Notre-Dame de Relanges est un bâtiment religieux vosgien de style roman datant du XIIe siècle. Elle est située sur la commune française de Relanges, dans le département des Vosges en région Grand Est.

## Historique
Un prieuré clunisien dédié à saint Pierre fut fondé vers 1030 par Ricuin de Darney et son épouse Lancède afin que les moines prient "pour les âmes des fidèles défunts", comme cela avait été institué dans les établissements de l'ordre clunisien : ce prieuré devint un des centres de rayonnement du culte des morts. Il n'en reste rien actuellement, on sait simplement qu'il se trouvait au sud de l'église.
L'église fut construite aux XIe siècle et XIIe siècle. La nef et les bas-côtés furent reconstruits au XVIe siècle.
L'église fait l’objet d’un classement au titre des monuments historiques depuis le 7 août 1899.

## Architecture
L'église à trois vaisseaux et cinq travées est couverte de voûtes sur croisée d'ogives dont les ogives sont saillantes, élément caractéristique du style roman rhénan que l'on retrouve également dans les Vosges à Champ-le-Duc ou à Vomécourt-sur-Madon. Le vaisseau central ouvre sur les bas-côtés par des grandes arcades, ou en plein cintre, ou en arc brisé, supportées par des piles de section ronde; lesquels bas-côtés sont percés de fenêtres en arc brisé.
De plan cruciforme (croix latine), les bras du transept sont agrémentés de chapelles orientées voutées d'arêtes.
Le chœur est composé d'une travée et d'une abside semi-circulaire ouverte par trois fenêtres et couverte d'une voûte en cul-de-four.
De l'extérieur, le chevet est scandé par des pilastres engagés. Le pignon de la façade est un des rares vestiges du XIe siècle.

## Galerie d'images

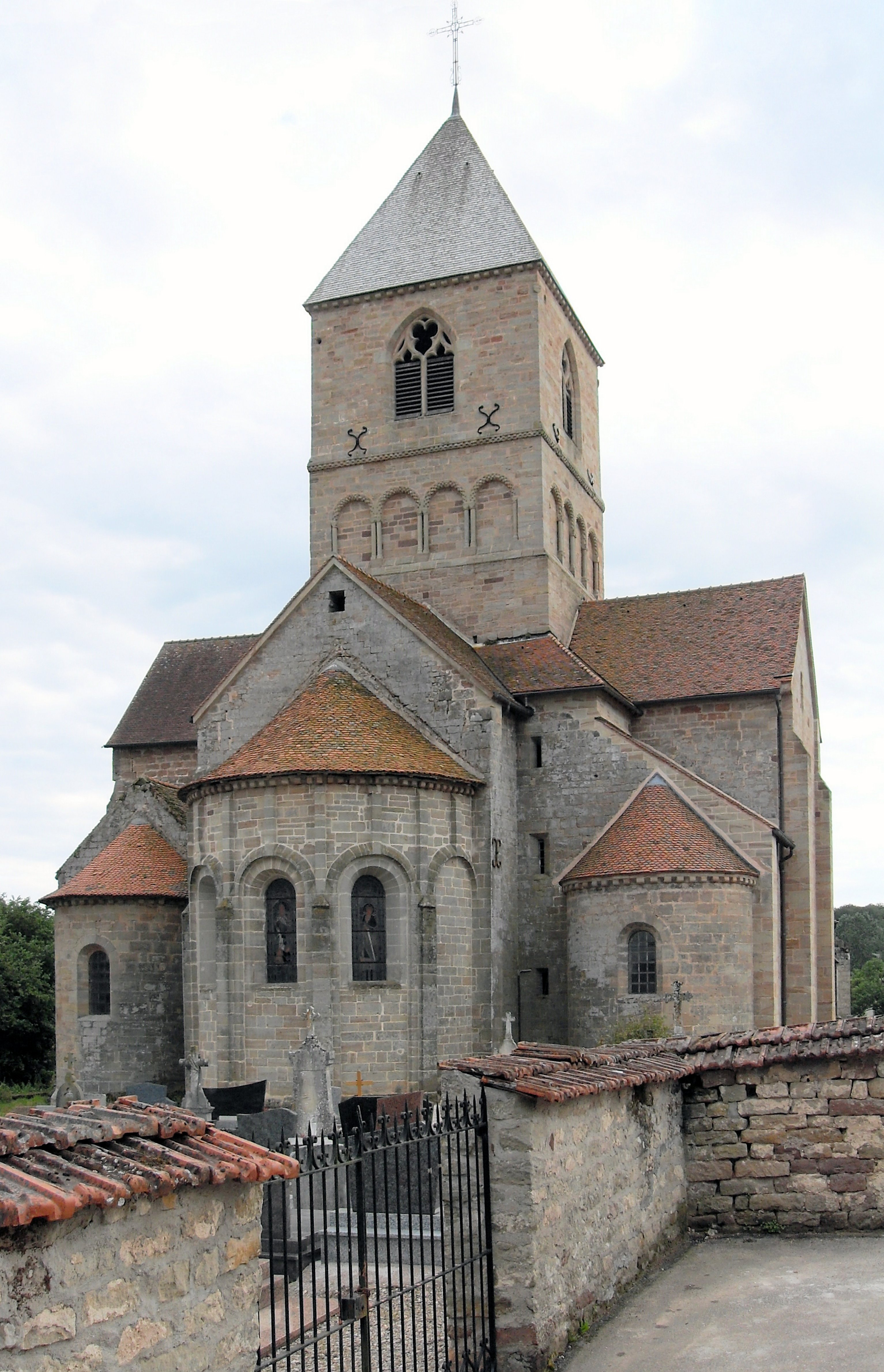
Chevet au nord-est.
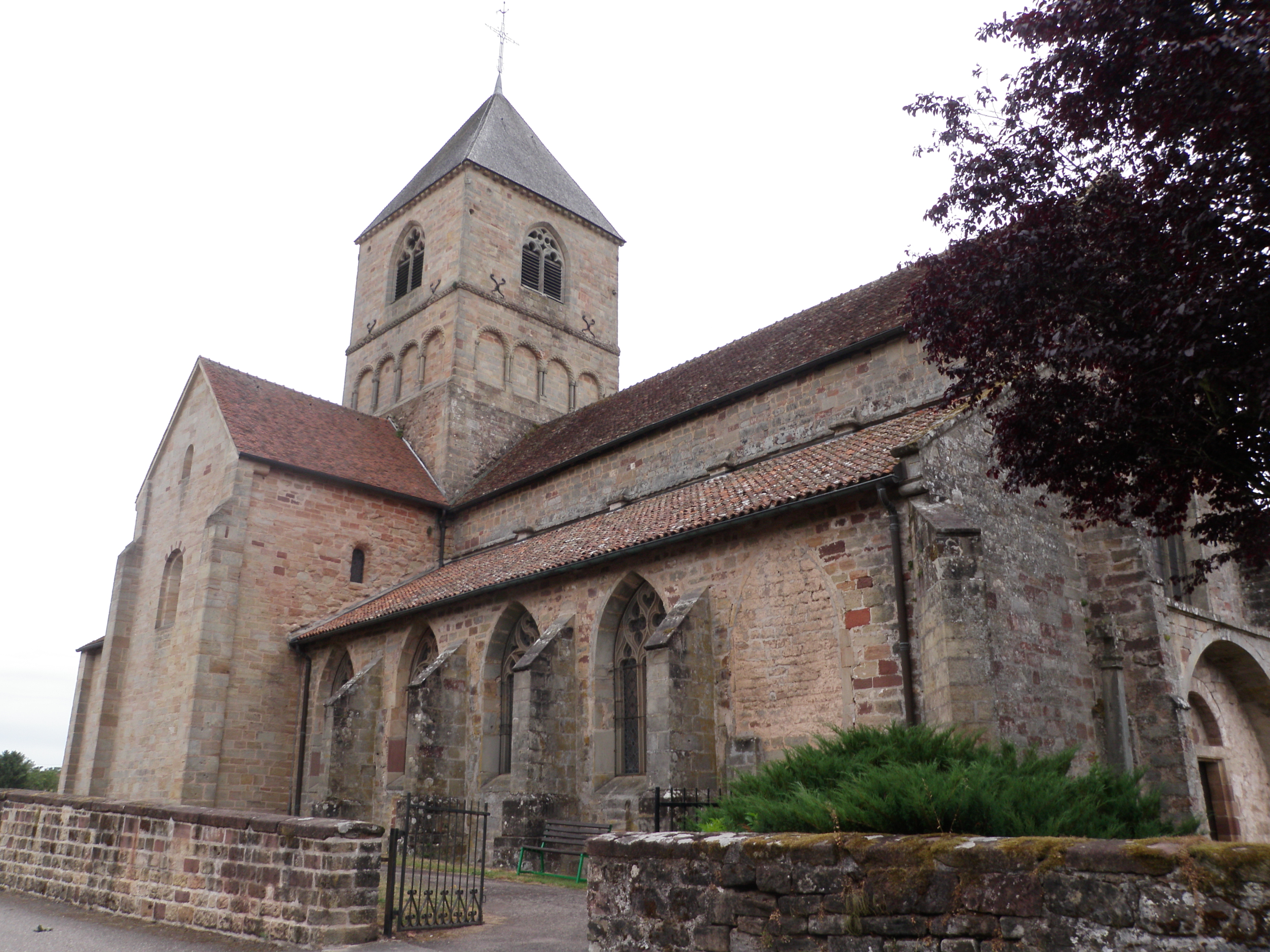
Côté nord-ouest.
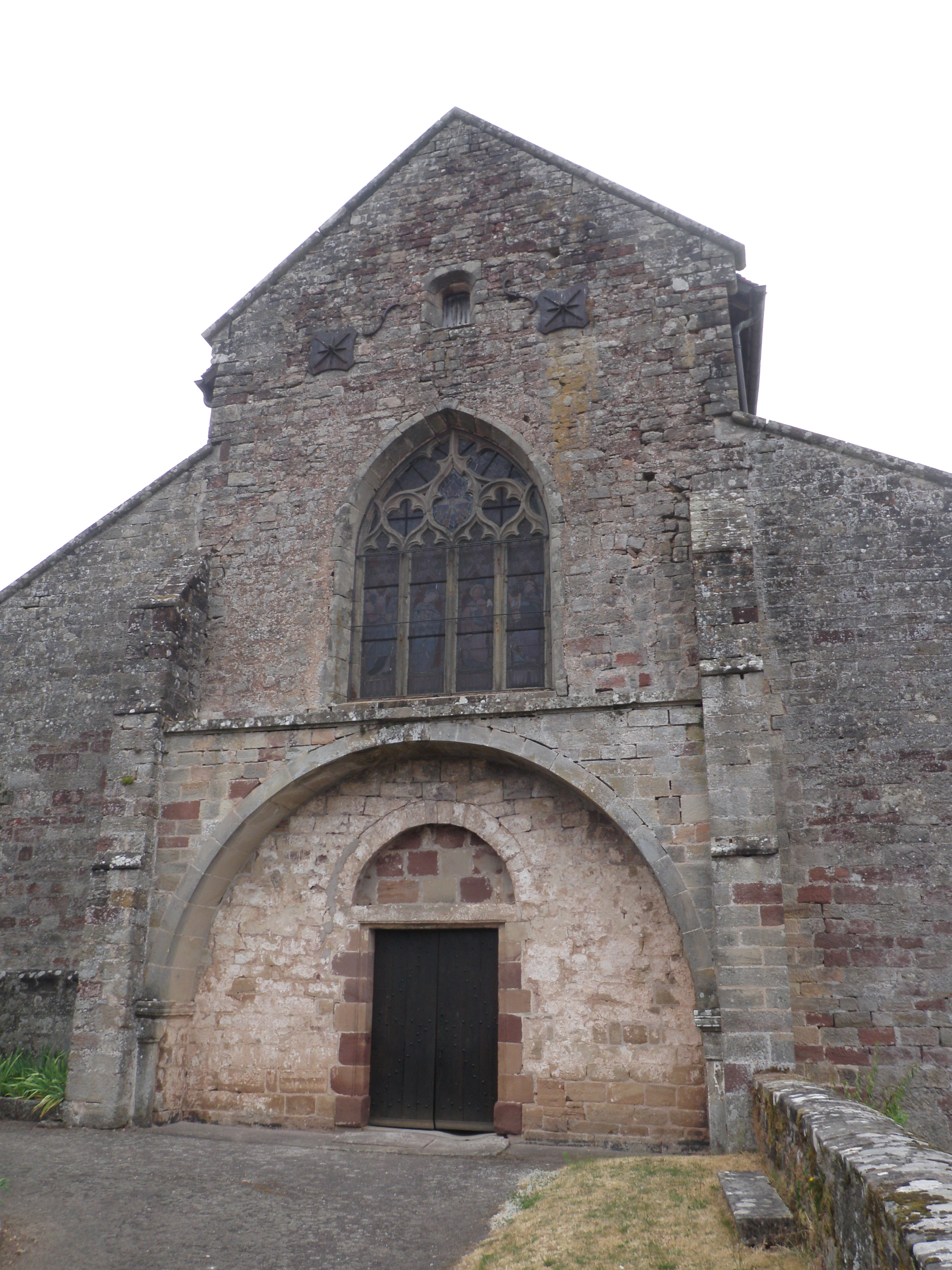
Entrée au sud-ouest.
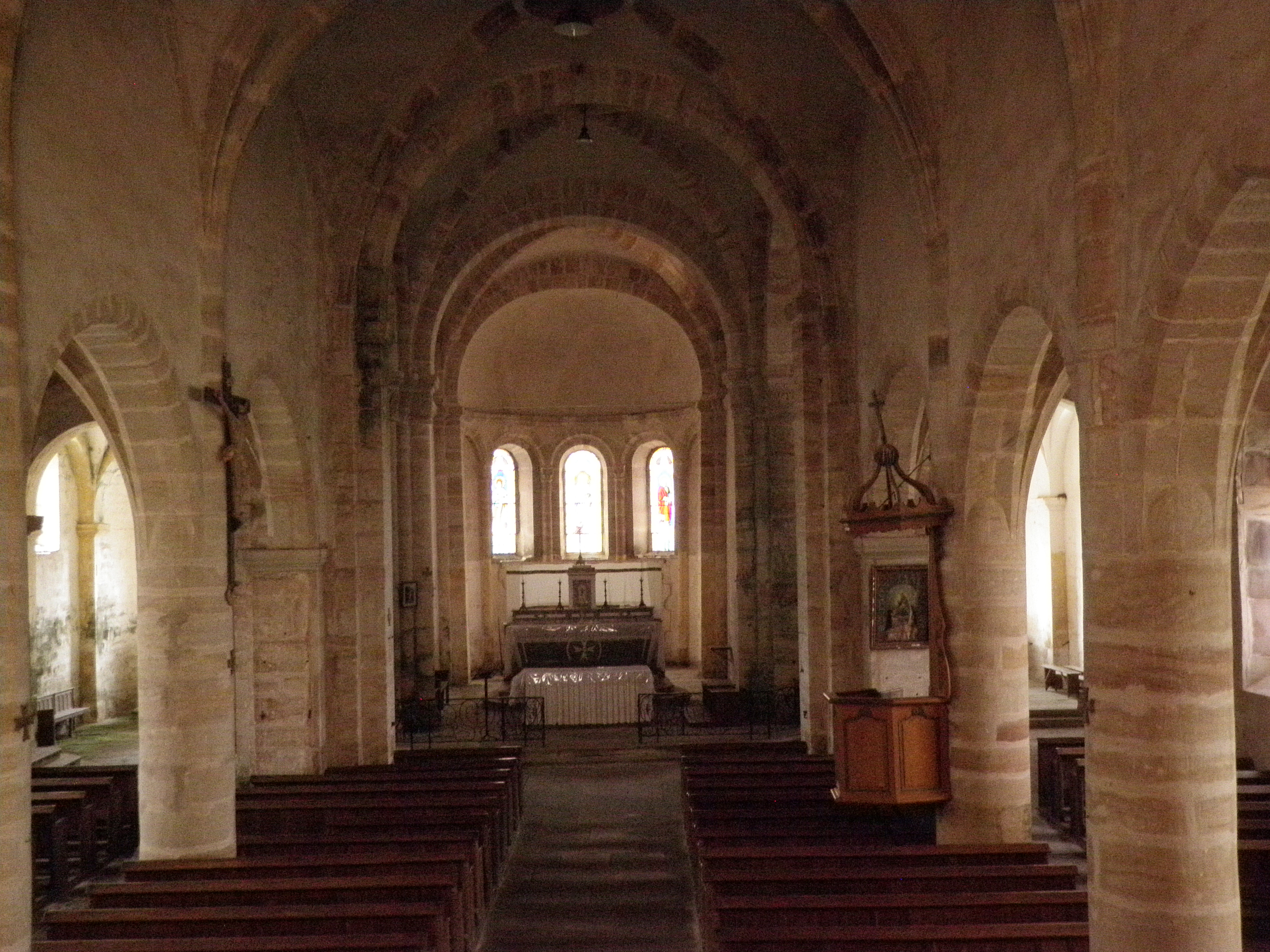
Intérieur.